# دانيال ميلفل

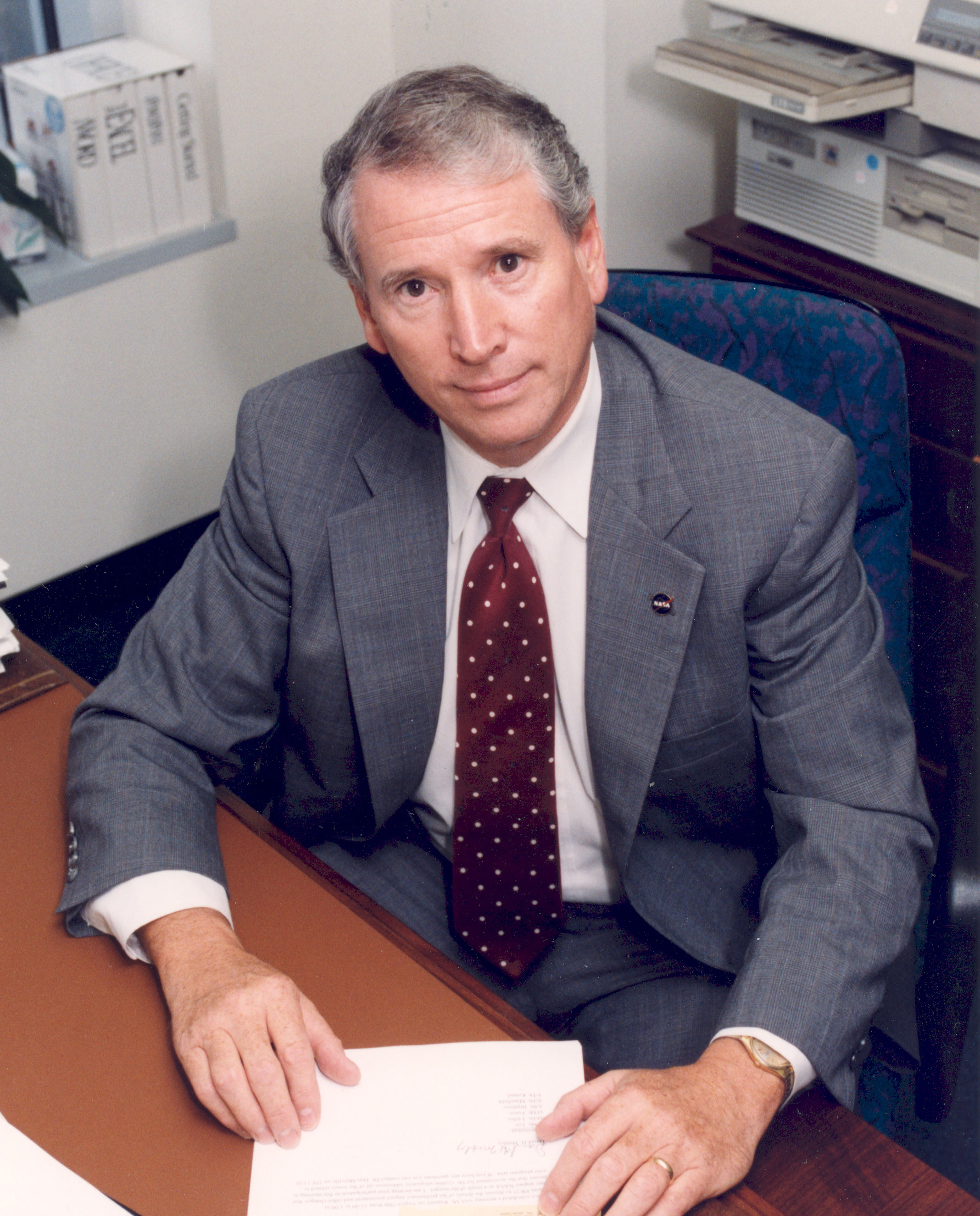
دانيال ميلفل

دانيال ميلفل (ولد في عام 1939) هو مهندس أمريكي وعمل كرئيس لوكالة ناسا في عام 2001.

## تعليمه
حصل ميلفل على درجة البكالوريوس في الهندسة الميكانيكية عام 1962 ودرجة الماجستير عام 1966 من جامعة جورج واشنطن ثم حصل لاحقًا على درجة الدكتوراة من الجامعة الكاثوليكية الأمريكية في الميكانيكا الإنشائية عام 1974.